# Berea College
Berea College est un établissement d'enseignement supérieur situé à Berea, Kentucky. 
Berea College a été établi en 1855, et c’était la première université dans le sud Américain à avoir adopté la mixité et l'intégration raciale. Berea ne charge pas des frais de scolarité, et chaque étudiant admis bénéficie d'une bourse de quatre ans qui couvre toute la durée de scolarité. Berea College offre des diplômes de licences en 32 spécialités. Les étudiants du college viennent essentiellement de la région des Appalaches. Toutefois, on y trouve des étudiants qui sont originaires de 46 États américains et 58 pays autour du monde. Presque un tiers des étudiants font partie des minorités ou sont des étrangers.

## Histoire
Berea College a été fondé en 1855 par le ministère et l'abolitionniste américain John Gregg Fee (1816–1901). Berea a ouvert ses portes pour les étudiants noirs et blancs, devenant le premier établissement d'enseignement supérieur dans le sud américain à ne pas pratiquer la ségrégation raciale. Berea College était aussi parmi les rares universités mixtes pendant le XIXe siècle. En 1873, le premier groupe des étudiants ont obtenu leurs diplômes de licences. En 1904, une loi a obligé l’université à cesser d’être un établissement d'intégration raciale. Par conséquent, Berea a mis en place un système de ségrégation raciale. Ce dernier n'a été enlevé qu'en 1950, quand Berea College a enfin rétabli l'intégration raciale. Pendant la Seconde Guerre mondiale, des étudiants de Berea ont participé au "Programme de formation V-12 Navy College". Jusqu’à 1968, Berea College était composé de trois établissements, un pour chaque cycle scolaire, mais à partir de cette année, Berea College est devenu exclusivement un établissement d'enseignement supérieur.

## Éducation
Berea a un système de crédit scolaires, et chaque étudiant doit prendre trois crédits ou modules par semestre. Il est permis à certains étudiants avec des notes exceptionnelles de prendre 4,75 crédits ou plus par semestre. Les étudiants peuvent prendre entre 1 et 2,25 crédits pendant le trimestre d’été. Berea n'a pas un programme à temps partiel, sauf pendant l’été, et tous les étudiants sont des étudiants à temps plein. Les étudiants doivent maintenir une moyenne d'au moins 2,0/4,0.

### Classement
En 2019, Washington Monthly a classifié Berea en quatrième position parmi les collèges des arts libéraux en termes de service public. En 2018, dans le classement de U.S. News & World Report, Berea figure en position 46 à l’échelle des États-Unis, en deuxième position quant à la créativité, et en quatrième position quant à la qualité d'enseignement. En 2019, Kiplinger's Personal Finance a placé Berea College en position 35 parmi 149 collèges des arts libéraux quant à la qualité d'enseignement.

### Bourses et système de travail
Berea offre une bourse complète qui couvre tous les frais de scolarité, et il y a de nombreux étudiants qui reçoivent des bourses complémentaires pour les frais d’hébergement. La bourse est à 150 000 dollars américains, avec un montant annuel de 39 400. Presque 8 % des étudiants sont des étrangers, et ils bénéficient du même soutien financier que les étudiants américains. Tous les étudiants à Berea travaillent 10 heures ou plus. Berea College est l'une des 8 universités américaines possédant un programme duel d'enseignement et du travail, qui exige que chaque étudiant ait un métier. Les métiers des étudiants de Berea sont divers y compris dans la cantine universitaire, dans les jardins et la ferme du collège, dans les bureaux administratifs, et comme assistants de professeurs. Certains étudiants font des métiers liés à l’artisanat local des Appalaches.

### Identité Chrétienne
Berea a été fondé par des protestants, et le collège conserve son identité chrétienne, mais n'a aucune affiliation chrétienne officielle. Le slogan de l’université "God has made of one blood all peoples of the earth" est adapté des Actes des Apôtres 17:26. Le collège exige que tous les étudiants étudient un module intitulé "Understandings of Christianity" ou compréhension du christianisme. Le module est instruit en respectant l’affiliation religieuse de chaque étudiant, y compris les non chrétiens.

### La bibliothèque universitaire
La bibliothèque universitaire s'appelle Hutchins Library. On y trouve des collections complètes des livres, des archives, de l'histoire, et de la musique de la région des Appalaches.

## La vie étudiante
À partir de 2002, à chaque étudiant est offert un ordinateur portable qu'il pourra garder après la fin de ses études. En principe, il n'est pas permis aux étudiants d'amener leurs voitures personnelles dans le campus, sauf pour quelques cas spéciaux. Le collège a mis en place un système de navette qui permet aux étudiants de se déplacer hors-campus.

## Des anciens étudiants célèbres
Parmi les anciens étudiants de Berea College, on trouve entre autres, Carter G. Woodson, père de l'historiographie des Afro-Américains John B. Fenn prix Nobel de chimie de 2002, et Juanita M. Kreps secrétaire au Commerce entre 1977 et 1979 dans l'administration du président Jimmy Carter.